# شهرستان پارکر (تگزاس)
شهرستان پارکر، تگزاس (به انگلیسی: Parker County, Texas) یک سکونتگاه مسکونی در ایالات متحده آمریکا است که در تگزاس واقع شده‌است.

## خصوصیات
شهرستان پارکر ۲٬۳۵۶٫۹ کیلومترمربع مساحت دارد.